# Bordea coronata
Bordea coronata är en svampart som beskrevs av Maire 1916. Bordea coronata ingår i släktet Bordea och familjen Laboulbeniaceae.   Inga underarter finns listade i Catalogue of Life.